# Raúl Pérez Ramos
Raúl Pérez Ramos (Carmona, 18 luglio 1968) è un ex cestista spagnolo.